# Felicita Colombo (film 1968)
Felicita Colombo è uno sceneggiato televisivo trasmesso dalla Rai in due puntate, il 6 e 8 aprile 1968, con la regia di Antonello Falqui, e tratto dal libretto di Giuseppe Adami.

## Distribuzione
Nel 2010 fu distribuito in formato DVD.